# Papillaria crispatula
Papillaria crispatula là một loài Rêu trong họ Meteoriaceae. Loài này được (Hook.) A. Jaeger mô tả khoa học đầu tiên năm 1877.